# Yahya Khel (huyện)
Yahya Khel là một huyện thuộc tỉnh Paktika, Afghanistan. Dân số thời điểm năm 1999 là -14,6 người.